# Llista de topònims de Talarn
Llista de topònims (noms propis de lloc) del municipi de Talarn, al Pallars Jussà
Informació actualitzada per un bot. Els canvis manuals es perdran quan s'actualitzi!

## borda
| imatge | Nom                                  | Ubicat a | instància de | Detalls | coordenades                                                          | Protecció | Commons (més fotos) | Dades a WD                    |
| ------ | ------------------------------------ | -------- | ------------ | ------- | -------------------------------------------------------------------- | --------- | ------------------- | ----------------------------- |
|        | Cabana de Bruno                      | Talarn   | borda        |         | 42° 09′ 22″ N, 0° 53′ 20″ E / 42.1562332169278°N,0.888850903063506°E |           |                     | Modifica les dades a Wikidata |
|        | Cabana de Casildo                    | Talarn   | borda        |         | 42° 09′ 08″ N, 0° 53′ 36″ E / 42.152335154189°N,0.893337516305518°E  |           |                     | Modifica les dades a Wikidata |
|        | Cabana de Gasparó                    | Talarn   | borda        |         | 42° 10′ 28″ N, 0° 52′ 49″ E / 42.1745175569859°N,0.880203571178723°E |           |                     | Modifica les dades a Wikidata |
|        | Cabana de Recalt                     | Talarn   | borda        |         | 42° 08′ 42″ N, 0° 53′ 34″ E / 42.1450106635679°N,0.892697064262265°E |           |                     | Modifica les dades a Wikidata |
|        | Cabana de Serviús                    | Talarn   | borda        |         | 42° 09′ 08″ N, 0° 53′ 37″ E / 42.1521523679724°N,0.893682458079337°E |           |                     | Modifica les dades a Wikidata |
|        | Cabana de Sostres                    | Talarn   | borda        |         | 42° 09′ 24″ N, 0° 53′ 24″ E / 42.1567678277401°N,0.890007180712864°E |           |                     | Modifica les dades a Wikidata |
|        | Cabana de Teixidor                   | Talarn   | borda        |         | 42° 09′ 15″ N, 0° 52′ 42″ E / 42.1540675071254°N,0.87836897949185°E  |           |                     | Modifica les dades a Wikidata |
|        | Cabana de Vinyals                    | Talarn   | borda        |         | 42° 09′ 03″ N, 0° 52′ 31″ E / 42.1508142041911°N,0.875331024078557°E |           |                     | Modifica les dades a Wikidata |
|        | Cabana de l'Aleixó                   | Talarn   | borda        |         | 42° 09′ 11″ N, 0° 53′ 04″ E / 42.1530337444297°N,0.884321855281711°E |           |                     | Modifica les dades a Wikidata |
|        | Cabana de la Bòbila                  | Talarn   | borda        |         | 42° 08′ 41″ N, 0° 53′ 32″ E / 42.1447583200856°N,0.89219717902634°E  |           |                     | Modifica les dades a Wikidata |
|        | Cabana de la Roieta                  | Talarn   | borda        |         | 42° 09′ 15″ N, 0° 53′ 28″ E / 42.1541786522744°N,0.891230919562479°E |           |                     | Modifica les dades a Wikidata |
|        | Cabana de les Espoies                | Talarn   | borda        |         | 42° 08′ 47″ N, 0° 53′ 07″ E / 42.1463126872118°N,0.885150837280338°E |           |                     | Modifica les dades a Wikidata |
|        | Cabana de les Sorts                  | Talarn   | borda        |         | 42° 08′ 18″ N, 0° 52′ 57″ E / 42.1383498877092°N,0.882620796444715°E |           |                     | Modifica les dades a Wikidata |
|        | Cabana del Can Deu                   | Talarn   | borda        |         | 42° 09′ 18″ N, 0° 53′ 41″ E / 42.15490078987°N,0.894753202731401°E   |           |                     | Modifica les dades a Wikidata |
|        | Cabana del Cardona                   | Talarn   | borda        |         | 42° 09′ 54″ N, 0° 52′ 54″ E / 42.1649015619595°N,0.88178369370385°E  |           |                     | Modifica les dades a Wikidata |
|        | Cabana del Carlà                     | Talarn   | borda        |         | 42° 09′ 15″ N, 0° 53′ 01″ E / 42.1542205146285°N,0.883725566843683°E |           |                     | Modifica les dades a Wikidata |
|        | Cabana del Negre                     | Talarn   | borda        |         | 42° 10′ 16″ N, 0° 53′ 13″ E / 42.1711952876323°N,0.887082034497523°E |           |                     | Modifica les dades a Wikidata |
|        | Cabana del Pauetó                    | Talarn   | borda        |         | 42° 09′ 20″ N, 0° 53′ 44″ E / 42.1554300151924°N,0.895619203550175°E |           |                     | Modifica les dades a Wikidata |
|        | Cabana del Quelo                     | Talarn   | borda        |         | 42° 10′ 24″ N, 0° 53′ 07″ E / 42.17330556°N,0.88513889°E 491 msnm    |           |                     | Modifica les dades a Wikidata |
|        | Cabana del Roquero                   | Talarn   | borda        |         | 42° 09′ 00″ N, 0° 52′ 40″ E / 42.1501299748553°N,0.877774391798659°E |           |                     | Modifica les dades a Wikidata |
|        | Cabana del Vellós                    | Talarn   | borda        |         | 42° 08′ 33″ N, 0° 52′ 39″ E / 42.1424319020854°N,0.877390252003876°E |           |                     | Modifica les dades a Wikidata |
|        | Cabana del Vilaspasa                 | Talarn   | borda        |         | 42° 09′ 29″ N, 0° 53′ 08″ E / 42.1580547746477°N,0.885558590934725°E |           |                     | Modifica les dades a Wikidata |
|        | Cabanes del Casà i del Cisco de Tesà | Talarn   | borda        |         | 42° 09′ 12″ N, 0° 53′ 52″ E / 42.1534176454545°N,0.897852337605186°E |           |                     | Modifica les dades a Wikidata |
|        | borda del Burrugat                   | Talarn   | borda        |         | 42° 10′ 02″ N, 0° 53′ 08″ E / 42.1673312949044°N,0.885588520191852°E |           |                     | Modifica les dades a Wikidata |
|        | borda del Nadal                      | Talarn   | borda        |         | 42° 09′ 45″ N, 0° 52′ 53″ E / 42.1624546748188°N,0.881441682349452°E |           |                     | Modifica les dades a Wikidata |

## casa
| imatge | Nom                                  | Ubicat a | instància de | Detalls                     | coordenades                                          | Protecció                                  | Commons (més fotos)             | Dades a WD                    |
| ------ | ------------------------------------ | -------- | ------------ | --------------------------- | ---------------------------------------------------- | ------------------------------------------ | ------------------------------- | ----------------------------- |
|        | Casa del Baró d'Eroles               | Talarn   | casa         |                             | 42° 11′ 07″ N, 0° 54′ 00″ E / 42.18529°N,0.900053°E  | bé integrant del patrimoni cultural català | Casa del Baró d'Eroles (Talarn) | Modifica les dades a Wikidata |
|        | Casa pairal al carrer de Pau Coll, 7 | Talarn   | casa         | Estil: arquitectura popular | 42° 11′ 08″ N, 0° 54′ 00″ E / 42.185505°N,0.900012°E | bé integrant del patrimoni cultural català |                                 | Modifica les dades a Wikidata |
|        | Casa pairal del Portal de Caps       | Talarn   | casa         | Estil: arquitectura popular | 42° 11′ 11″ N, 0° 54′ 02″ E / 42.186305°N,0.900425°E | bé integrant del patrimoni cultural català | Casa pairal del Portal de Caps  | Modifica les dades a Wikidata |

## curs d'aigua
| imatge | Nom                     | Ubicat a                                         | instància de | Detalls                                        | coordenades                                                                                                  | Protecció | Commons (més fotos) | Dades a WD                    |
| ------ | ----------------------- | ------------------------------------------------ | ------------ | ---------------------------------------------- | --- | --------- | ------------------- | ----------------------------- |
|        | Barranc del Juncar      | Talarn Tremp                                     | curs d'aigua | Desemboca: barranc de Ricós Llarg: 4km         | 42° 11′ 06″ N, 0° 51′ 40″ E / 42.185001°N,0.861105°E 42° 09′ 35″ N, 0° 53′ 39″ E / 42.159648°N,0.89406°E     |           |                     | Modifica les dades a Wikidata |
|        | Noguera Pallaresa       | Vall d'Aran Pallars Sobirà Pallars Jussà Noguera | curs d'aigua | Desemboca: Segre Llarg: 154km Conca: 2820km²   | 41° 54′ 23″ N, 0° 53′ 24″ E / 41.9064°N,0.8901°E 42° 42′ 43″ N, 0° 56′ 58″ E / 42.71185°N,0.94951944444444°E |           | Noguera Pallaresa   | Modifica les dades a Wikidata |
|        | barranc de Palau        | Talarn                                           | curs d'aigua | Desemboca: Noguera Pallaresa Llarg: 6.5km      | 42° 08′ 25″ N, 0° 54′ 10″ E / 42.1402°N,0.902704°E                                                           |           |                     | Modifica les dades a Wikidata |
|        | barranc de Ricós        | Talarn Tremp                                     | curs d'aigua | Desemboca: Noguera Pallaresa Llarg: 8.5km      | 42° 10′ 14″ N, 0° 49′ 09″ E / 42.170565°N,0.819164°E 42° 09′ 41″ N, 0° 54′ 23″ E / 42.161302°N,0.906344°E    |           | Barranc de Ricós    | Modifica les dades a Wikidata |
|        | barranc de Seròs        | Talarn                                           | curs d'aigua | Desemboca: Noguera Pallaresa Llarg: 4km        | 42° 12′ 58″ N, 0° 51′ 37″ E / 42.216122°N,0.860197°E 42° 10′ 52″ N, 0° 54′ 20″ E / 42.18108°N,0.905539°E     |           | Barranc de Seròs    | Modifica les dades a Wikidata |
|        | barranc de les Ametlles | Talarn                                           | curs d'aigua | Desemboca: barranc de Palau Llarg: 1km         | 42° 09′ 21″ N, 0° 52′ 06″ E / 42.1559°N,0.868244°E                                                           |           |                     | Modifica les dades a Wikidata |
|        | barranc de les Maçanes  | Talarn                                           | curs d'aigua | Llarg: 2km                                     | 42° 11′ 36″ N, 0° 51′ 35″ E / 42.1933°N,0.859639°E                                                           |           |                     | Modifica les dades a Wikidata |
|        | llau del Caragol        | Talarn Tremp                                     | curs d'aigua | Desemboca: barranc de les Maçanes Llarg: 3.7km | 42° 12′ 47″ N, 0° 50′ 04″ E / 42.213061°N,0.834372°E 42° 11′ 39″ N, 0° 52′ 00″ E / 42.194227°N,0.866637°E    |           | Llau del Caragol    | Modifica les dades a Wikidata |
|        | llau del Tapó           | Talarn                                           | curs d'aigua | Desemboca: barranc de les Maçanes Llarg: 4.5km | 42° 11′ 39″ N, 0° 52′ 00″ E / 42.1942°N,0.866642°E                                                           |           |                     | Modifica les dades a Wikidata |
|        | llau dels Sabarissos    | Talarn                                           | curs d'aigua | Llarg: 3km                                     | 42° 10′ 53″ N, 0° 53′ 30″ E / 42.1815°N,0.891578°E                                                           |           |                     | Modifica les dades a Wikidata |

## entitat singular de població
| imatge | Nom                                    | Ubicat a | instància de                                   | Detalls | coordenades                                                                     | Protecció | Commons (més fotos) | Dades a WD                    |
| ------ | -------------------------------------- | -------- | ---------------------------------------------- | ------- | ------------------------------------------------------------------------------- | --------- | ------------------- | ----------------------------- |
|        | Acadèmia General Bàsica de Suboficials | Talarn   | entitat singular de població                   | 159 hab | 42° 12′ 01″ N, 0° 52′ 19″ E / 42.20019559°N,0.87191124°E 726 msnm               |           |                     | Modifica les dades a Wikidata |
|        | Central Fecsa-Nerets                   | Talarn   | entitat singular de població                   | 27 hab  | 42° 10′ 25″ N, 0° 54′ 34″ E / 42.1736205034047°N,0.909338466399283°E 439.3 msnm |           |                     | Modifica les dades a Wikidata |
|        | Talarn                                 | Talarn   | entitat singular de població capital municipal | 355 hab | 42° 11′ 09″ N, 0° 54′ 02″ E / 42.18575°N,0.90068°E 571 msnm                     |           |                     | Modifica les dades a Wikidata |

## església
| imatge | Nom                             | Ubicat a | instància de    | Detalls                                                               | coordenades                                                                                                   | Protecció                                  | Commons (més fotos)             | Dades a WD                    |
| ------ | ------------------------------- | -------- | --------------- | --------------------------------------------------------------------- | --- | ------------------------------------------ | ------------------------------- | ----------------------------- |
|        | Sant Antoni de Susterris        | Talarn   | església        | Estil: arquitectura romànica Estat: enderrocat o destruït             | 42° 11′ 12″ N, 0° 55′ 46″ E / 42.18666667°N,0.92944444°E ca:Sota les aigües del pantà de Sant Antoni 450 msnm |                                            | Sant Antoni de Susterris        | Modifica les dades a Wikidata |
|        | Sant Martí de Talarn            | Talarn   | església        | Estil: arquitectura romànica gòtic tardà arquitectura del Renaixement | 42° 11′ 07″ N, 0° 54′ 01″ E / 42.18524583°N,0.90026278°E 573 msnm                                             | bé integrant del patrimoni cultural català | Sant Martí de Talarn            | Modifica les dades a Wikidata |
|        | Sant Sebastià de Talarn         | Talarn   | església ermita | Estil: arquitectura popular                                           | 42° 11′ 22″ N, 0° 53′ 06″ E / 42.18955556°N,0.88511111°E 650.3 msnm                                           | bé integrant del patrimoni cultural català |                                 | Modifica les dades a Wikidata |
|        | Santa Maria de Castelló d'Encús | Talarn   | església        | Estil: arquitectura romànica                                          | 42° 12′ 27″ N, 0° 53′ 46″ E / 42.20763611°N,0.89614722°E ca:Castelló d'Encús 864 msnm                         |                                            | Santa Maria de Castilló d'Encús | Modifica les dades a Wikidata |
|        | ermita del Calvari              | Talarn   | església        | Estil: arquitectura popular                                           | 42° 11′ 29″ N, 0° 53′ 38″ E / 42.191469°N,0.89376°E ca:Carretera de Gurb, a la sortida del poble 619 msnm     | bé integrant del patrimoni cultural català | Ermita del Calvari (Talarn)     | Modifica les dades a Wikidata |

## font
| imatge | Nom                 | Ubicat a | instància de | Detalls                     | coordenades                                              | Protecció                                  | Commons (més fotos)   | Dades a WD                    |
| ------ | ------------------- | -------- | ------------ | --------------------------- | -------------------------------------------------------- | ------------------------------------------ | --------------------- | ----------------------------- |
|        | font Naix           | Talarn   | font         |                             | 42° 11′ 38″ N, 0° 53′ 23″ E / 42.194°N,0.889806°E        |                                            |                       | Modifica les dades a Wikidata |
|        | font de Caps        | Talarn   | font         | Estil: arquitectura popular | 42° 11′ 18″ N, 0° 53′ 51″ E / 42.18844444°N,0.8975°E     | bé integrant del patrimoni cultural català | Font de Caps (Talarn) | Modifica les dades a Wikidata |
|        | font de Reganyó     | Talarn   | font         |                             | 42° 11′ 26″ N, 0° 54′ 10″ E / 42.190417°N,0.902833°E     |                                            |                       | Modifica les dades a Wikidata |
|        | font de Sallent     | Talarn   | font         |                             | 42° 11′ 27″ N, 0° 53′ 19″ E / 42.19072222°N,0.88852778°E |                                            |                       | Modifica les dades a Wikidata |
|        | font dels Terrissos | Talarn   | font         |                             | 42° 11′ 29″ N, 0° 53′ 49″ E / 42.1915°N,0.89683333°E     |                                            |                       | Modifica les dades a Wikidata |

## granja
| imatge | Nom                        | Ubicat a | instància de | Detalls | coordenades                                                          | Protecció | Commons (més fotos) | Dades a WD                    |
| ------ | -------------------------- | -------- | ------------ | ------- | -------------------------------------------------------------------- | --------- | ------------------- | ----------------------------- |
|        | Granja del Batlle d'Estorm | Talarn   | granja       |         | 42° 09′ 25″ N, 0° 53′ 19″ E / 42.1568387787468°N,0.888479760812199°E |           |                     | Modifica les dades a Wikidata |
|        | Granja del Ferrer          | Talarn   | granja       |         | 42° 09′ 05″ N, 0° 53′ 33″ E / 42.151385°N,0.892629°E 467 msnm        |           |                     | Modifica les dades a Wikidata |

## indret
| imatge | Nom                   | Ubicat a     | instància de                | Detalls | coordenades | Protecció                                  | Commons (més fotos) | Dades a WD                    |
| ------ | --------------------- | ------------ | --------------------------- | ------- | --- | ------------------------------------------ | ------------------- | ----------------------------- |
|        | Costa Solana          | Talarn       | indret                      |         | 42° 12′ 21″ N, 0° 53′ 12″ E / 42.20588889°N,0.88672222°E |                                            |                     | Modifica les dades a Wikidata |
|        | Costanes              | Talarn       | indret                      |         | 42° 11′ 23″ N, 0° 53′ 52″ E / 42.18963889°N,0.89788889°E 550 msnm |                                            | Costanes            | Modifica les dades a Wikidata |
|        | Costes i Feixans      | Talarn       | indret                      |         | 42° 11′ 59″ N, 0° 54′ 28″ E / 42.199789°N,0.907783°E 675 msnm |                                            | Costes i Feixans    | Modifica les dades a Wikidata |
|        | Estret de Susterris   | Talarn       | indret                      |         | 42° 13′ 17″ N, 0° 56′ 48″ E / 42.22138056°N,0.94655556°E |                                            |                     | Modifica les dades a Wikidata |
|        | Irlassos              | Talarn       | indret                      |         | 42° 11′ 44″ N, 0° 52′ 26″ E / 42.1955°N,0.873806°E |                                            |                     | Modifica les dades a Wikidata |
|        | La Coma (Galliner)    | Talarn       | indret                      |         | 42° 10′ 35″ N, 0° 55′ 36″ E / 42.1765°N,0.926611°E 567.4 msnm |                                            |                     | Modifica les dades a Wikidata |
|        | Les Ametlles          | Talarn       | indret                      |         | 42° 09′ 09″ N, 0° 52′ 36″ E / 42.15255556°N,0.87661111°E |                                            |                     | Modifica les dades a Wikidata |
|        | Les Cadolles          | Talarn       | indret                      |         | 42° 07′ 23″ N, 0° 53′ 51″ E / 42.123°N,0.89747222°E |                                            |                     | Modifica les dades a Wikidata |
|        | Les Comes (Talarn)    | Talarn       | indret                      |         | 42° 08′ 59″ N, 0° 53′ 03″ E / 42.14983333°N,0.88425°E 465 msnm |                                            |                     | Modifica les dades a Wikidata |
|        | Les Llagunes          | Talarn       | indret                      |         | 42° 11′ 05″ N, 0° 52′ 57″ E / 42.18480556°N,0.88238889°E |                                            |                     | Modifica les dades a Wikidata |
|        | Les Maçanes           | Talarn       | indret                      |         | 42° 10′ 58″ N, 0° 52′ 14″ E / 42.18272222°N,0.87047222°E |                                            |                     | Modifica les dades a Wikidata |
|        | Les Ínsules           | Talarn       | indret                      |         | 42° 10′ 38″ N, 0° 54′ 22″ E / 42.17730556°N,0.90605556°E |                                            |                     | Modifica les dades a Wikidata |
|        | Los Arenys            | Talarn       | indret                      |         | 42° 09′ 15″ N, 0° 54′ 35″ E / 42.1542°N,0.909778°E |                                            |                     | Modifica les dades a Wikidata |
|        | Los Ensulsiats        | Talarn       | indret                      |         | 42° 11′ 21″ N, 0° 56′ 09″ E / 42.1892°N,0.935917°E |                                            |                     | Modifica les dades a Wikidata |
|        | Los Lladresos         | Talarn       | indret                      |         | 42° 10′ 57″ N, 0° 54′ 06″ E / 42.18244444°N,0.90152778°E |                                            |                     | Modifica les dades a Wikidata |
|        | Los Prats             | Talarn       | indret                      |         | 42° 10′ 42″ N, 0° 53′ 27″ E / 42.17841667°N,0.89094444°E |                                            |                     | Modifica les dades a Wikidata |
|        | Los Seixells          | Talarn       | indret                      |         | 42° 10′ 55″ N, 0° 52′ 50″ E / 42.182°N,0.8805°E |                                            |                     | Modifica les dades a Wikidata |
|        | Los Seixos            | Talarn       | indret                      |         | 42° 09′ 17″ N, 0° 53′ 22″ E / 42.1546°N,0.889583°E |                                            |                     | Modifica les dades a Wikidata |
|        | Mananers              | Talarn       | indret                      |         | 42° 11′ 33″ N, 0° 52′ 41″ E / 42.19241667°N,0.87794444°E |                                            |                     | Modifica les dades a Wikidata |
|        | Morellols             | Talarn       | indret                      |         | 42° 08′ 24″ N, 0° 53′ 03″ E / 42.1401°N,0.884222°E |                                            |                     | Modifica les dades a Wikidata |
|        | Pla de Palau (Talarn) | Talarn Tremp | indret                      |         | 42° 09′ 27″ N, 0° 54′ 08″ E / 42.15752778°N,0.90225°E 420 msnm |                                            |                     | Modifica les dades a Wikidata |
|        | Santa Creu            | Talarn       | indret                      |         | 42° 10′ 56″ N, 0° 54′ 32″ E / 42.1823°N,0.908944°E |                                            |                     | Modifica les dades a Wikidata |
|        | Susterris             | Talarn       | indret                      |         | 42° 11′ 18″ N, 0° 55′ 07″ E / 42.188365°N,0.91857°E 450 msnm |                                            |                     | Modifica les dades a Wikidata |
|        | els Nerets            | Talarn       | indret jaciment arqueològic |         | 42° 10′ 29″ N, 0° 55′ 03″ E / 42.17466667°N,0.91761111°E ca:Des de les comportes de la presa de Tremp, es puja per la vessant est del Neret de Tremp fins a la carena, travessada per una línia d'alta tensió. En aquest espai i per tota la vessant apareixen restes lítiques. | bé integrant del patrimoni cultural català |                     | Modifica les dades a Wikidata |

## masia
| imatge | Nom                    | Ubicat a | instància de | Detalls | coordenades                                                          | Protecció | Commons (més fotos) | Dades a WD                    |
| ------ | ---------------------- | -------- | ------------ | ------- | -------------------------------------------------------------------- | --------- | ------------------- | ----------------------------- |
|        | Ca l'Eusèbio           | Talarn   | masia        |         | 42° 09′ 28″ N, 0° 53′ 43″ E / 42.1578811126068°N,0.895211155978855°E |           |                     | Modifica les dades a Wikidata |
|        | Cal Peret              | Talarn   | masia        |         | 42° 09′ 28″ N, 0° 53′ 46″ E / 42.1578°N,0.896167°E 462 msnm          |           |                     | Modifica les dades a Wikidata |
|        | Casa Alta-riba         | Talarn   | masia        |         | 42° 07′ 53″ N, 0° 53′ 40″ E / 42.1315°N,0.89433333°E 439.8 msnm      |           | Casa Alta-riba      | Modifica les dades a Wikidata |
|        | Casa Castells          | Talarn   | masia        |         | 42° 09′ 45″ N, 0° 52′ 59″ E / 42.1625°N,0.88297222°E 469.5 msnm      |           |                     | Modifica les dades a Wikidata |
|        | Casa Gaset             | Talarn   | masia        |         | 42° 11′ 17″ N, 0° 55′ 10″ E / 42.18811111°N,0.91941667°E 525.9 msnm  |           |                     | Modifica les dades a Wikidata |
|        | Casa Gelonc            | Talarn   | masia        |         | 42° 09′ 48″ N, 0° 53′ 00″ E / 42.1633702078217°N,0.883226861591336°E |           |                     | Modifica les dades a Wikidata |
|        | Casa Granotes          | Talarn   | masia        |         | 42° 08′ 33″ N, 0° 53′ 37″ E / 42.1424°N,0.8935°E 431.1 msnm          |           |                     | Modifica les dades a Wikidata |
|        | Casa vella d'Alta-riba | Talarn   | masia        |         | 42° 08′ 06″ N, 0° 53′ 59″ E / 42.1350144911163°N,0.899586560989184°E |           |                     | Modifica les dades a Wikidata |
|        | el Viver               | Talarn   | masia        |         | 42° 09′ 21″ N, 0° 53′ 11″ E / 42.15597222°N,0.88644444°E 481.1 msnm  |           |                     | Modifica les dades a Wikidata |
|        | la Molina              | Talarn   | masia        |         | 42° 09′ 47″ N, 0° 54′ 26″ E / 42.1631°N,0.907222°E 414.9 msnm        |           |                     | Modifica les dades a Wikidata |
|        | les Miravetes          | Talarn   | masia        |         | 42° 09′ 32″ N, 0° 52′ 53″ E / 42.15897222°N,0.88141667°E 500 msnm    |           |                     | Modifica les dades a Wikidata |

## muntanya
| imatge | Nom                | Ubicat a                | instància de | Detalls | coordenades                                                          | Protecció | Commons (més fotos) | Dades a WD                    |
| ------ | ------------------ | ----------------------- | ------------ | ------- | -------------------------------------------------------------------- | --------- | ------------------- | ----------------------------- |
|        | Roca Tosa          | Salàs de Pallars Talarn | muntanya     |         | 42° 11′ 56″ N, 0° 55′ 20″ E / 42.1988°N,0.922133°E 770.6 msnm        |           |                     | Modifica les dades a Wikidata |
|        | Sant Sebastià      | Talarn                  | muntanya     |         | 42° 11′ 24″ N, 0° 53′ 05″ E / 42.19°N,0.88464°E 652.8 msnm           |           |                     | Modifica les dades a Wikidata |
|        | Tossal d'Alta-riba | Talarn                  | muntanya     |         | 42° 07′ 55″ N, 0° 53′ 46″ E / 42.13199444°N,0.89611389°E 463.6 msnm  |           |                     | Modifica les dades a Wikidata |
|        | Tossal de Farga    | Talarn                  | muntanya     |         | 42° 11′ 39″ N, 0° 51′ 26″ E / 42.1941°N,0.857111°E 800.6 msnm        |           |                     | Modifica les dades a Wikidata |
|        | la Tossa (Talarn)  | Tremp Talarn            | muntanya     |         | 42° 19′ 00″ N, 1° 54′ 00″ E / 42.316666666667°N,1.9°E 887 887.4 msnm |           |                     | Modifica les dades a Wikidata |

## nucli de població
| imatge | Nom                                    | Ubicat a     | instància de      | Detalls | coordenades                                                          | Protecció | Commons (més fotos) | Dades a WD                    |
| ------ | -------------------------------------- | ------------ | ----------------- | ------- | -------------------------------------------------------------------- | --------- | ------------------- | ----------------------------- |
|        | Acadèmia General Bàsica de Suboficials | Talarn Tremp | nucli de població |         | 42° 12′ 03″ N, 0° 52′ 36″ E / 42.200747°N,0.87678°E 730 msnm         |           |                     | Modifica les dades a Wikidata |
|        | Castelló d'Encús                       | Talarn       | nucli de població |         | 42° 12′ 28″ N, 0° 53′ 45″ E / 42.2077°N,0.895708°E 864.26 msnm       |           | Castilló d'Encús    | Modifica les dades a Wikidata |
|        | Nerets                                 | Talarn       | nucli de població |         | 42° 10′ 32″ N, 0° 54′ 37″ E / 42.1754316496989°N,0.910380547492587°E |           |                     | Modifica les dades a Wikidata |
|        | Susterris                              | Talarn       | nucli de població |         | 42° 11′ 17″ N, 0° 55′ 11″ E / 42.18802778°N,0.91975°E 522.1 msnm     |           |                     | Modifica les dades a Wikidata |

## pont
| imatge | Nom             | Ubicat a     | instància de | Detalls                                 | coordenades                                                               | Protecció                                  | Commons (més fotos)                  | Dades a WD                    |
| ------ | --------------- | ------------ | ------------ | --------------------------------------- | ------------------------------------------------------------------------- | ------------------------------------------ | ------------------------------------ | ----------------------------- |
|        | Pont de Reganyó | Talarn       | pont         | Travessa: barranc de Seròs              | 42° 11′ 26″ N, 0° 54′ 09″ E / 42.1905783763085°N,0.902433786483244°E      |                                            |                                      | Modifica les dades a Wikidata |
|        | Pont del Riu    | Talarn Tremp | pont         | Estil: arquitectura popular Llarg: 140m | 42° 10′ 05″ N, 0° 54′ 23″ E / 42.1681666667°N,0.906305555556°E 426.8 msnm | bé integrant del patrimoni cultural català | Pont de la Noguera Pallaresa (Tremp) | Modifica les dades a Wikidata |

## serra
| imatge | Nom                     | Ubicat a                      | instància de | Detalls      | coordenades                                                   | Protecció | Commons (més fotos) | Dades a WD                    |
| ------ | ----------------------- | ----------------------------- | ------------ | ------------ | ------------------------------------------------------------- | --------- | ------------------- | ----------------------------- |
|        | Roques Pelades          | Talarn Salàs de Pallars       | serra        | Llarg: 0.5km | 42° 12′ 26″ N, 0° 54′ 28″ E / 42.2071°N,0.907858°E 756.5 msnm |           |                     | Modifica les dades a Wikidata |
|        | Serra de Costa Ampla    | Talarn Tremp                  | serra        | Llarg: 4.5km | 42° 12′ 46″ N, 0° 53′ 26″ E / 42.2128°N,0.890539°E            |           |                     | Modifica les dades a Wikidata |
|        | Serrat de Sant Sebastià | Talarn                        | serra        | Llarg: 0.6km | 42° 11′ 28″ N, 0° 52′ 58″ E / 42.191089°N,0.882827°E 651 msnm |           |                     | Modifica les dades a Wikidata |
|        | Serrat dels Anganets    | Salàs de Pallars Tremp Talarn | serra        | Llarg: 0.5km | 42° 12′ 27″ N, 0° 54′ 30″ E / 42.2075°N,0.908356°E 756.5 msnm |           |                     | Modifica les dades a Wikidata |

## Misc
| imatge | Nom                                     | Ubicat a                                                                    | instància de                                              | Detalls | coordenades                                                                                | Protecció                                            | Commons (més fotos)                     | Dades a WD                    |
| ------ | --------------------------------------- | --------------------------------------------------------------------------- | --------------------------------------------------------- | --- | ------------------------------------------------------------------------------------------ | ---------------------------------------------------- | --------------------------------------- | ----------------------------- |
|        | Acadèmia General Bàsica de Sotsoficials | Tremp Talarn                                                                | acadèmia militar                                          | 1974 | 42° 12′ N, 0° 51′ E / 42.2°N,0.85°E 716.1 msnm                                             |                                                      | Academia General Básica de Suboficiales | Modifica les dades a Wikidata |
|        | Castell de Talarn                       | Talarn                                                                      | castell                                                   | Estil: arquitectura popular                                                                                    | 42° 11′ 09″ N, 0° 54′ 04″ E / 42.18576°N,0.901025°E ca:Plaça del Castell 581 msnm          | bé d'interès cultural bé cultural d'interès nacional | Castell de Talarn                       | Modifica les dades a Wikidata |
|        | Central hidroelèctrica de Talarn        | Talarn                                                                      | central hidroelèctrica                                    | | 42° 10′ 27″ N, 0° 54′ 29″ E / 42.174077°N,0.907949°E 444 msnm                              |                                                      | Central hidroelèctrica de Talarn        | Modifica les dades a Wikidata |
|        | Comanda de Susterris                    | Susterris                                                                   | comanda de l'orde de l'Hospital de Sant Joan de Jerusalem | |                                                                                            |                                                      |                                         | Modifica les dades a Wikidata |
|        | Convent de la Sagrada Família           | Talarn                                                                      | edifici                                                   | | 42° 11′ 10″ N, 0° 54′ 01″ E / 42.186222°N,0.900318°E                                       | bé integrant del patrimoni cultural català           |                                         | Modifica les dades a Wikidata |
|        | Safareig públic de Talarn               | Talarn                                                                      | safareig                                                  | Estil: arquitectura popular 18th century                                                                       | 42° 11′ 17″ N, 0° 53′ 53″ E / 42.188158°N,0.898066°E ca:Carrer de la Font de Caps 584 msnm | bé integrant del patrimoni cultural català           | Safareig de Talarn                      | Modifica les dades a Wikidata |
|        | Santa Maria                             | Talarn                                                                      | edifici històric capella                                  | | 42° 08′ 34″ N, 0° 53′ 59″ E / 42.142743466106°N,0.899694041792013°E                        |                                                      |                                         | Modifica les dades a Wikidata |
|        | Torres del Castell                      | Talarn                                                                      | torre de defensa                                          | | 42° 11′ 07″ N, 0° 54′ 04″ E / 42.1853748462042°N,0.901055912690659°E                       |                                                      |                                         | Modifica les dades a Wikidata |
|        | canal de Dalt                           | Castell de Mur Tremp Talarn                                                 | canal                                                     | 1912 Superfície: 1907km²                                                                                       | 42° 10′ 52″ N, 0° 53′ 14″ E / 42.18105556°N,0.88727778°E                                   |                                                      |                                         | Modifica les dades a Wikidata |
|        | carrer de Pau Coll                      | Talarn                                                                      | carrer                                                    | | 42° 11′ 10″ N, 0° 54′ 02″ E / 42.186215°N,0.900431°E                                       | bé integrant del patrimoni cultural català           |                                         | Modifica les dades a Wikidata |
|        | casa consistorial de Talarn             | Talarn                                                                      | casa consistorial                                         | | 42° 11′ 07″ N, 0° 54′ 00″ E / 42.1853867°N,0.9000288°E                                     |                                                      |                                         | Modifica les dades a Wikidata |
|        | els Nerets                              | Talarn                                                                      | jaciment arqueològic                                      | | 42° 10′ 44″ N, 0° 55′ 18″ E / 42.178902°N,0.921786°E                                       |                                                      |                                         | Modifica les dades a Wikidata |
|        | pantà de Sant Antoni                    | Talarn Salàs de Pallars la Pobla de Segur Conca de Dalt Isona i Conca Dellà | embassament llac                                          | 1913 Llarg: 11km Superfície: 9.27km² Volum: 205hm³ Conca: 2070km²                                              | 42° 12′ 07″ N, 0° 57′ 00″ E / 42.20195°N,0.94997°E                                         |                                                      | Pantà de Sant Antoni                    | Modifica les dades a Wikidata |
|        | plaça Major                             | Talarn                                                                      | plaça                                                     | Estil: arquitectura barroca arquitectura popular 17th century                                                  | 42° 11′ 08″ N, 0° 54′ 01″ E / 42.185585°N,0.900173°E 572 msnm                              | bé integrant del patrimoni cultural català           | Plaça Major (Talarn)                    | Modifica les dades a Wikidata |
|        | pont del Ferrocarril                    | Talarn                                                                      | viaducte                                                  | Estil: arquitectura popular 19th century Travessa: barranc de Seròs Hi passa: Línia Lleida - la Pobla de Segur | 42° 11′ 23″ N, 0° 54′ 12″ E / 42.189828°N,0.903448°E 479 msnm                              | bé integrant del patrimoni cultural català           | Pont del Ferrocarril (Talarn)           | Modifica les dades a Wikidata |
|        | presa de Talarn                         | Talarn                                                                      | presa de gravetat                                         | Llarg: 180m Alt: 86m                                                                                           | 42° 10′ 47″ N, 0° 54′ 47″ E / 42.179719444444°N,0.91306111111111°E 510 724 msnm            |                                                      | Presa de Talarn                         | Modifica les dades a Wikidata |